# Mu Sculptoris
Mu Sculptoris (23 Sculptoris) é uma estrela na direção da constelação de Sculptor. Possui uma ascensão reta de 23h 40m 38.21s e uma declinação de −32° 04′ 22.8″. Sua magnitude aparente é igual a 5.30. Considerando sua distância de 291 anos-luz em relação à Terra, sua magnitude absoluta é igual a 0.55. Pertence à classe espectral K0III.